# 北アメリカ・クラトン

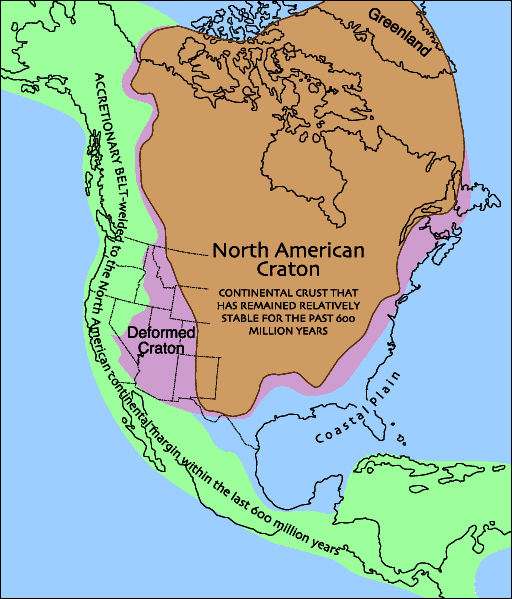
北アメリカ・クラトン
北アメリカ・クラトン
変形されたクラトン
付加体

北アメリカ・クラトン（きたアメリカ・クラトン、英: North American craton）は、構造地質学におけるクラトンのひとつであり、現在の北アメリカ大陸の大部分と、グリーンランドを含む大陸地殻の部分である。19億年前に形成されたと考えられる、最古の超大陸である、ヌーナ大陸 (Neuna、Nuna または Nena) あるいはローレンシア大陸 (Laurentia) の一部と考えられている。
図の茶色のエリアが北アメリカ・クラトンであり、その後、6億年以上に渡って安定に存在してきた。この地域は、先カンブリア時代の古い変成岩と火成岩の基盤岩が、相対的に薄く若い堆積層でほぼ覆われた構造になっている。
11-12億年前にクラトンの中央部で分離活動が起き、地溝帯を形成した（中央大陸リフト)。このときの地溝帯の一部は現在スペリオル湖北部に相当する。さらに5億7000万年前頃には、現在のアパラチア山脈の北側に沿う形で北東から南西に延びる地溝帯（セントローレンスリフト）を形成した。この活動の痕跡が現在のオンタリオ湖から、エリー湖、セントローレンス川、セントローレンス湾へと続く地溝帯である。しかしいずれもクラトンの分離には至らなかった。
図の緑のエリアは、最近6億年以内に付け加えられた、大陸の部分を示している。これらは、2つのプレートが衝突して、別の大陸地殻が合体、融合したものか、海洋プレートが沈み込み帯に沈むにしたがい、海洋地殻が海洋プレートから引き剥がされて、大陸に付着したもの（付加体）である。
クラトンの辺縁を形作る、図の紫のエリアは、先カンブリア時代の古い基盤岩が、最近6億年以内にプレートの衝突で変形された部分である。衝突の力は、しばしば大陸の内部深くまで達する、大褶曲や大断層を形成する。地殻が隆起した場所では、これらの褶曲や断層が地表に露出するので、地質学者達は、それを手がかりに過去を構成することができる。